# Left and Right: A Journal of Libertarian Thought
Left and Right: A Journal of Libertarian Thought (Izquierda y derecha: prensa del pensamiento libertario) fue un periódico libertario publicado entre 1965 y 1968. Fundado por Murray N. Rothbard, Karl Hess, George Resch, y Leonard P. Liggio, que fue editado y escrito en gran parte por Murray Rothbard.
En los años 1960s, Rothbard comenzó cuestionar la alianza entre libertarios y conservadores de la corriente principal, sobre todo teniendo en cuenta la gran diferencia de opinión sobre cuestiones como la guerra de Vietnam. Rothbard llegó a la conclusión de que el libertarismo tiene sus raíces en el liberalismo clásico radical entendido como una forma de izquierda política antisistema y en el conservadurismo de la "Old Right" antiimperialista, por lo que sería más adecuado estar en alianza junto al creciente antiautoritarismo de la New Left de ese momento. 
Rothbard ponía en la editorial de apertura de la revista: 

Nuestro título, Izquierda y Derecha, refleja nuestras preocupaciones de varias maneras. Se pone de manifiesto nuestra preocupación editorial por la ideología; y también pone de manifiesto nuestro convencimiento de que las actuales categorías de "izquierda" y "derecha" se han convertido en obsoletas y engañosas, y que la doctrina de la libertad contiene elementos correspondientes de forma doble a las contemporáneas izquierda y derecha. Esto no significa en ningún sentido que estamos en medio del camino, tratando de combinar eclécticamente, o en un paso entre los dos polos; sino más bien que una opinión coherente de la libertad incluye conceptos que también han pasado a formar parte de la retórica o el programa de la derecha y de la izquierda. Por lo tanto, un enfoque creativo a la libertad debe trascender los confines de la palabrería política contemporánea.

A raíz de esta editorial en el primer número, en el ensayo de Rothbard "Izquierda y derecha: perspectivas para la libertad" se puso a disposición de los lectores. 
En 2007, el Instituto Ludwig von Mises reunió y publicó en un libro todos los números de la revista. El libro de 690 páginas, se titula "Izquierda y derecha: prensa del pensamiento libertario (Completo 1965-1968)".